# キング (駆逐艦)
| 画像をアップロード |                                                  |
| 艦歴               |                                                  |
| 発注               |                                                  |
| 起工               | 1919年4月28日                                    |
| 進水               | 1920年10月14日                                   |
| 就役               | 1920年12月16日                                   |
| 退役               | 1945年10月23日                                   |
| その後             | 1946年9月29日にスクラップとして売却              |
| 除籍               |                                                  |
| 性能諸元           |                                                  |
| 排水量             | 1,190トン                                        |
| 全長               | 314 ft 5 in (95.83 m)                            |
| 全幅               | 31 ft 8 in (9.65 m)                              |
| 吃水               | 9 ft 3 in (2.82 m)                               |
| 機関               | ギアード・タービン                               |
| 最大速             | 35ノット (65 km/h)                               |
| 乗員               | 士官、兵員101名                                  |
| 兵装               | 4インチ砲4門 3インチ砲1門 21インチ魚雷発射管12門 |

キング (USS King, DD-242) は、アメリカ海軍の駆逐艦。クレムソン級駆逐艦の1隻。艦名はフランク・レーガン・キング中佐に因む。

## 艦歴
キングは1919年4月28日にニューヨーク造船所で起工する。1920年10月14日にオーレーン・A・キング（キング中佐の未亡人）によって進水し、1920年12月16日に艦長R・C・スミス少佐の指揮下就役した。
就役後の整調および訓練を大西洋岸沿いに行った後、キングは1921年10月2日にハンプトン・ローズを出航し初の地中海巡航へ向かう。トルコのスマーナに11月8日に到着し、キングは300名のギリシャ難民を受け入れレスボス島のミティリニへ送り届ける。キングはその後は1923年6月までトルコ水域に留まり、クリミア半島危機においてはステーション船として貢献した。
キングは夏に本国へ帰還し、大西洋偵察艦隊に加わり1923年から1930年まで艦隊演習及び予備役兵の訓練巡航を大西洋沿岸、カリブ海で行う。1925年4月15日にはハワイ水域での演習のため太平洋に出航した。1927年の春にキングはニカラグア水域を偵察し、同国の内戦におけるアメリカ人の保護及びアメリカ合衆国の権益を保護した。キングは1931年3月10日にペンシルベニア州フィラデルフィアで予備役となる。
1932年6月13日にキングは再就役し、8月18日にハンプトン・ローズを出航し太平洋偵察艦隊に加わる。続く6年間はカリフォルニアを拠点として活動し、中央太平洋での訓練、予備役兵の訓練巡航をおこなった。キングは1938年9月21日にカリフォルニア州サンディエゴで退役した。
第二次世界大戦がヨーロッパで勃発すると、キングは1939年9月26日にE・E・バーソルド海軍少佐を艦長として再就役した。11月13日にサンディエゴを出航し、カリブ海中立パトロールに加わる。1940年2月22日にバージニア州ノーフォークに到着し、キングはボストンから東海岸沿いにキーウェストまで偵察巡航を行い、秋に西海岸へ帰還する。キングはカリフォルニアから偵察と訓練を行い、日本との開戦まで同水域で活動を続けた。
太平洋戦争開戦から5か月間をキングは西海岸沿いのパトロール、船団護衛任務で過ごした。1942年5月22日にメアアイランドを出航し、キングは第8任務部隊に合流、アリューシャン列島への船団護衛を行う。6月3日にダッチハーバーに到着し、キングは対潜哨戒および護衛任務で夏までアリューシャン列島で活動した。8月には第8.6任務群と共にキスカ島への砲撃を行う。キングは同海域に留まり、1943年12月22日にサンフランシスコに向かう。
オーバーホール後キングは西海岸沖で偵察艦および対潜哨戒任務で大戦の残りを過ごした。終戦後1945年8月28日にトレジャー・アイランドを出航し9月20日にフィラデルフィアに到着する。キングは1945年10月23日に退役し、1946年9月29日にボストン・メタルズ社にスクラップとして売却された。
キングは第二次世界大戦の戦功で1個の従軍星章を受章した。